# 克里沃诺索沃农村居民点
克里沃诺索沃农村居民点（俄语：Кривоносовское сельское поселение）是俄罗斯联邦沃罗涅日州罗索希区所属的一个农村居民点。其下辖有2个居民点，行政中心为克里沃诺索沃。据2016年统计，该农村居民点的人口为903人。